# Sydkorea vid världsmästerskapen i friidrott 2022
Sydkorea tävlade vid världsmästerskapen i friidrott 2022 i Eugene i USA mellan den 15 och 24 juli 2022. Sydkorea hade en trupp på tre idrottare.

## Medaljörer
| Medalj | Idrottare      | Gren               | Datum   |
| ------ | -------------- | ------------------ | ------- |
| Silver | Woo Sang-hyeok | Herrarnas höjdhopp | 18 juli |

## Resultat

### Herrar
Gång- och löpgrenar
| Idrottare         | Gren              | Final    | Final     |
| Idrottare         | Gren              | Resultat | Placering |
| ----------------- | ----------------- | -------- | --------- |
| Oh Joo-han        | Maraton           | 0DNF0    | 0DNF0     |
| Choe Byeong-kwang | 20 kilometer gång | 1:28.56  | 34        |

Teknikgrenar
| Idrottare      | Gren     | Kval    | Kval      | Final        | Final     |
| Idrottare      | Gren     | Distans | Placering | Distans      | Placering |
| -------------- | -------- | ------- | --------- | ------------ | --------- |
| Woo Sang-hyeok | Höjdhopp | 2,28 m  | =1 0q0    | 2,35 m 0=NR0 | 2         |